# Blaž Jarc

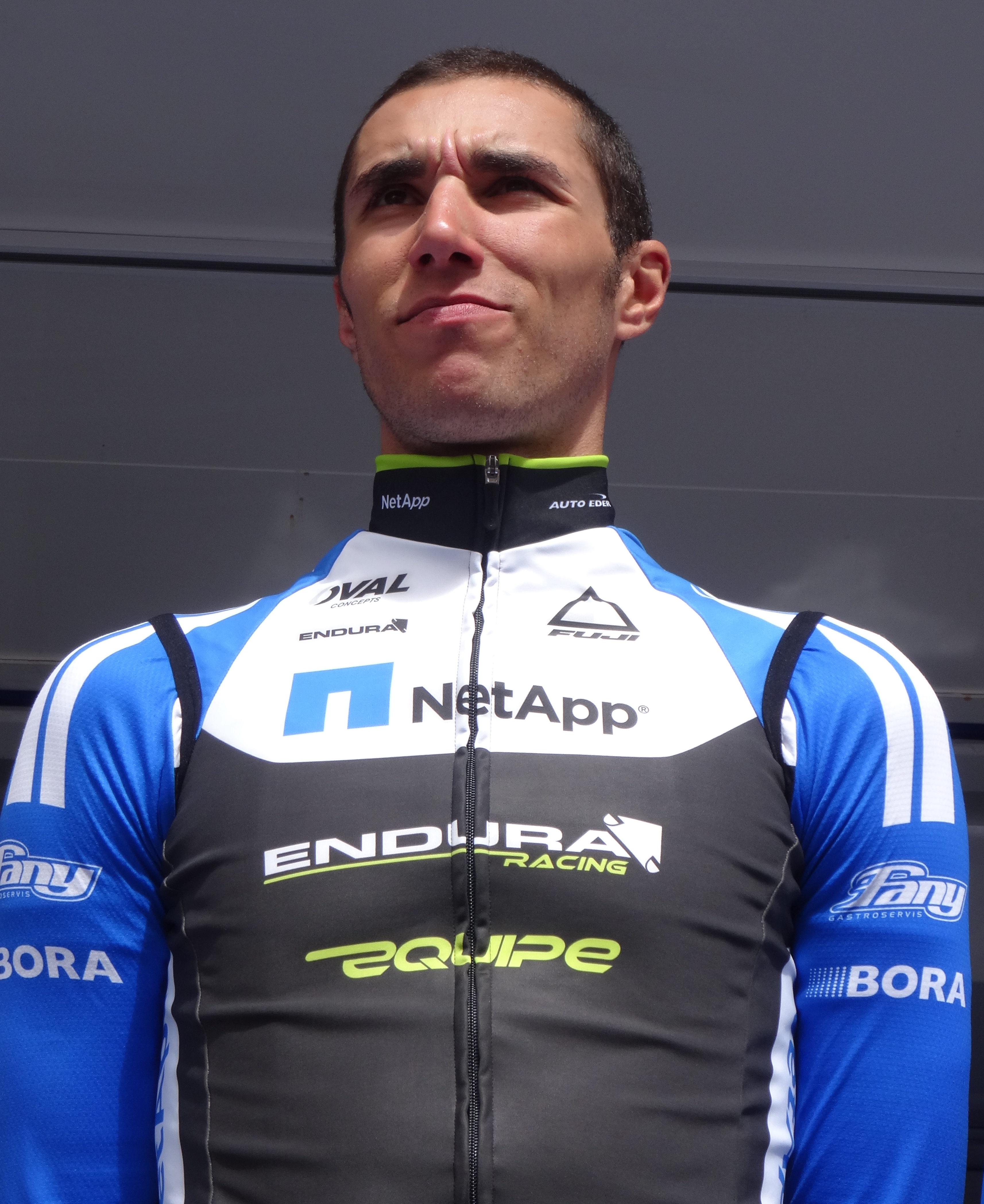
Blaž Jarc lors de la présentation des coureurs à la 1re étape des Quatre Jours de Dunkerque 2014 à Dunkerque.

Blaž Jarc, né le 17 juillet 1988 à Novo mesto, est un coureur cycliste slovène, professionnel de 2007 à 2014.

## Biographie
En 2005, Blaž Jarc est champion de Slovénie du contre-la-montre juniors. En 2006, il se classe troisième de la Coupe du monde UCI Juniors, dont il remporte une manche, le Tour d'Istrie.
En 2007, il intègre l'équipe continentale slovène Adria Mobil. Il prend la troisième place du championnat de Slovénie du contre-la-montre élites, derrière Kristjan Koren et Gregor Gazvoda. En 2009, il est champion de Slovénie sur route élites et du contre-la-montre espoirs. Aux championnats du monde des moins de 23 ans à Mendrisio, il est 8e du contre-la-montre et abandonne lors de la course en ligne. En 2010, il est 4e du championnat de Slovénie du contre-la-montre, ce qui lui permet d'obtenir le titre en catégorie espoirs. Il participe à nouveau aux championnats du monde sur route dans cette catégorie. Il y est 18e du contre-la-montre et 13e de la course en ligne. En 2011, il remporte le Poreč Trophy.
Après huit saisons chez les professionnels, il met un terme à sa carrière à l'issue de la saison 2014, affirmant ne plus avoir la motivation et préférant se consacrer à l'agriculture.

## Palmarès
- 2004
  - 2e du championnat de Slovénie du contre-la-montre cadets
- 2005
  -  Champion de Slovénie du contre-la-montre juniors
- 2006
  - 1re, 3ea et 5e étapes de la Course de la Paix juniors
  - 2e étape du Grand Prix Rüebliland
  - Classement général du Tour d'Istrie
  - 3e de la Coupe du monde UCI Juniors
- 2007
  - 3e du championnat de Slovénie du contre-la-montre
- 2008
  - Memorial Nevio Valčić
- 2009
  -  Champion de Slovénie sur route
  -  Champion de Slovénie sur route espoirs
  -  Champion de Slovénie du contre-la-montre espoirs
  - 8e du championnat du monde du contre-la-montre espoirs
  - 10e du championnat d'Europe du contre-la-montre espoirs
- 2010
  -  Champion de Slovénie du contre-la-montre espoirs
  - Memorial Nevio Valčić
  - 3e du ZLM Tour
- 2011
  - Memorial Nevio Valčić
  - Poreč Trophy
  - 1re étape du Tour of Gallipoli (contre-la-montre)
- 2013
  - Grand Prix de la ville de Zottegem
- 2014
  - 3e du championnat de Slovénie du contre-la-montre

## Classements mondiaux
| Année            | 2007 | 2008  | 2009 | 2010 | 2011 | 2012 | 2013 | 2014 |
| ---------------- | ---- | ----- | ---- | ---- | ---- | ---- | ---- | ---- |
| UCI Asia Tour    |      |       |      |      |      |      |      | 312e |
| UCI Europe Tour  | 765e | 1139e | 139e | 534e | 96e  | 255e | 76e  | 774e |
| UCI Oceania Tour |      |       |      | 65e  |      |      |      |      |